# Aleksandr Popow (hokeista)
Aleksandr Aleksandrowicz Popow, ros. Александр Александрович Попов (ur. 31 sierpnia 1980 w Angarsku) – rosyjski hokeista, reprezentant Rosji, olimpijczyk, trener.

## Kariera zawodnicza
- Jermak Angarsk (1996-1997)
- Awangard 2 Omsk (1997-1998)
- Awangard-WDW Omsk (1998-2000, 2002/2003)
- Awangard Omsk (1999-2016)
  -  Omskie Jastrieby (2003/2004, 2004/2005)
- CSKA Moskwa (2016-2022)

Wychowanek Jermaka Angarsk. Wieloletni zawodnik Awangarda Omsk. W maju 2011 przedłużył kontrakt z klubem o trzy lata. 31 grudnia 2013 ponownie przedłużył kontrakt. Zwolniony z klubu w połowie 2016. Od lipca 2016 zawodnik CSKA Moskwa, związany dwuletnim kontraktem. Przedłużał kontrakt z klubem o rok: maju 2018, w kwietniu 2019, w czerwcu 2020, w połowie 2021. Po sezonie KHL (2022/2022) z powodu kontuzji nie podpisano z nim nowego kontraktu. Przed edycją KHL (2022/2023) od władz CSKA ofertę przedłużenia kontraktu zawodniczego, jak również propozycje odjęcia pracy jako trener bądź skaut. Pod koniec października ogłoszono zakończenie przez niego kariery zawodniczej.
Uczestniczył w turniejach mistrzostw świata w 2012, 2013 oraz zimowych igrzysk olimpijskich 2014.

## Kariera trenerska
Wraz z zakończeniem kariery zawodniczej został mianowany trenerem w systemie klubu CSKA.

## Sukcesy
Reprezentacyjne
- Złoty medal mistrzostw świata: 2012

Klubowe
- Złoty medal mistrzostw Rosji: 2004 z Awangardem Omsk
- Puchar Mistrzów: 2005 z Awangardem Omsk
- Puchar Nadziei: 2014 z Awangardem Omsk
- Puchar Kontynentu: 2017, 2019 z CSKA Moskwa
- Puchar Gagarina – mistrzostwo KHL: 2019, 2022 z CSKA Moskwa
- Złoty medal mistrzostw Rosji: 2019, 2020, 2022 z CSKA Moskwa

Indywidualne
- Mistrzostwa Świata w Hokeju na Lodzie 2012/Elita:
  - Szóste miejsce w klasyfikacji kanadyjskiej turnieju: 12 punktów
  - Trzecie miejsce w klasyfikacji +/- turnieju: +15
- KHL (2013/2014):
  - Mecz Gwiazd KHL[14]
- KHL (2017/2018):
  - Trzecie miejsce w punktacji asystentów w fazie play-off: 11 asyst
- KHL (2018/2019):
  - Nagroda za Wierność Hokejowi
- KHL (2021/2022):
  - Zwycięski gol w ostatnim meczu o Puchar Gagarina: CSKA - Mietałłurg Magnitogorsk 4:1 (30 kwietnia 2022)[15]
  - Czwarte miejsce w klasyfikacji strzelców zwycięskich goli meczowych w fazie play-off: 4 gole
  - Mistrz Play-off – Najbardziej Wartościowy Gracz (MVP) fazy play-off (9 punktów za 5 goli i 4 asyst w 19 meczach)[16][17][18]

Wyróżnienie
- Zasłużony Mistrz Sportu Rosji w hokeju na lodzie: 2012